# Breda-SAFAT
Breda-SAFAT var en serie italienska tunga kulsprutor för stridsflygplan och luftvärn under 1930- och 1940-talet, som konstruerades av Breda Meccanica Bresciana och Società Anonima Fabbrica Armi Torino (SAFAT) under 1930-talet. De baserades på M1919 browning-konstruktionen men kom i slutändan inte att dela några delar med originalvapnet. De tillverkades i kalibrarna 7,7 × 56 mm och 12,7 × 81 mm.

## Användning i Italien
7,7 mm och 12,7 mm Breda-SAFAT kom primärt att göra tjänst som ett luftburet vapen i Italien och ersatte de föråldrade Vickers-kulsprutorna som huvudvapen i det Italienska flygvapnet.
Båda varianterna var relativt moderna när de väl kom i tjänst under 1930-talet, men när andra världskriget drog igång var båda modellerna hopplöst omoderna. Deras eld- och mynningshastighet var extremt dålig jämfört med utländska motsvarigheter och 7,7 mm-varianten blev snabbt ersatt av 12,7 mm-varianten som sedan bytte sin plats som tyngre beväpning till tyska 20 mm Maschinengewehr 151/20.

## Användning i Sverige
12,7 mm varianten av vapnet gjorde i tjänst inom det Svenska flygvapnet, då enbart på flygplanen J 11 och J 20. Där gick den under namnet 12,7 mm kulspruta m/40 eller 12,7 mm automatkanon m/40. Båda namnen dyker upp i flera källor och det är oklart hur och när namnen användes. Inom flygvapnet gavs beteckningen automatkanon till vapen som sköt granater, som till exempel 13,2 mm automatkanon m/39 och granater fanns tillgängliga till 12,7 mm Breda-SAFAT, men det är oklart om Sverige köpte sådan ammunition. Det kan vara så att Sverige köpte spränggranater till vapnet i begränsad mängd och när sådan ammunition var slut döptes vapnet om till kulspruta. 
Vapnet var illa omtyckt inom flygvapnet då dess prestanda var låga (dålig eld– och mynningshastighet) samt att ammunitionen var opålitlig och bland annat kunde läcka krut och brandämne. Förutom detta hade vapnens synkroniseringsanordning på J 11 och J 20 problem med pålitligheten, alltför ofta resulterande i ”propellerskott” som skadade propellern under skjutning. 
Under den första provskjutningen av vapnet, som utfördes på en J 11 vid Försökscentralen på Malmslätt, hade synkroniseringsanordningen kontrollerats av Italienska vapenexperter som då befann sig på CVM. Flygvapnets vapeningenjör Nils Thorsson var testpilot under provskjutningen som utfördes på marken. Han satte sig i kabinen, startade motorn och sköt 10 skott. När motorn hade stoppats konstaterade man snabbt att alla tre propellerblad hade träffats av projektiler. De konstaterade att det var något av ett rekord – att lyckas träffa samtliga propellerblad med enbart 10 skott avfyrade. Skärvor från propellerbladen träffade en vapenhantverkare som stod vid sidan av planet men skar enbart sönder hans kläder. Efter provskjutningen frågade man Italienarna hur man bar sig åt i Italien för att kunna åstadkomma dessa typer av resultat. På grund av temperaturen som då var runt -10 svarade de "-Vi skjuter inte när det är kallt". Vid närmare undersökning av synkroniseringsanordningen visade det sig att fettet i avfyrningsmekanismen hade stelnat vid den låga temperaturen och vapnet hade avfyrats med full eldhastighet. Efter att ha bytt ut fettet mot köldbeständigt sådant fungerade synkroniseringen som den skulle.
Väl i tjänst kom dock propellerskott tillbaka vilket ledde till att man behövde sänka den synkroniserade eldhastigheten till en tredjedel av den normala. Detta gjorde vapnet nästan helt föråldrat i dåtidens luftstrider.
Förutom problem med synkroniseringen visade tester på Provskjutningscentralen i Karlsborg problem med ammunitionen. Det visade sig att de olika ammunitionstyperna hade mycket ojämn utgångshastighet vilket bidrog till problemen med propellerskott.
| Fullt namn                                       | Förkortning                       |
| ------------------------------------------------ | --------------------------------- |
| 12,7 mm skarp patron m/40 spårljusprojektil m/40 | 12,7 mm sk ptr m/40 slprj m/40    |
| 12,7 mm skarp patron m/40 pansarprojektil m/40   | 12,7 mm sk ptr m/40 pprj m/40     |
| 12,7 mm skarp patron m/40 brandprojektil m/40    | 12,7 mm sk ptr m/40 brandprj m/40 |
| 12,7 mm skarp patron m/40 övningsprojektil m/40  | 12,7 mm sk ptr m/40 övnprj m/40   |
| 12,7 mm blindpatron m/40                         | 12,7 mm blindptr m/40             |